# 皮罗 (勃兰登堡州)
皮罗（德語：Pirow）是德国勃兰登堡州的一个市镇，隶属于普里格尼茨县。总面积为37.81平方千米，截至2020年总人口为424人。